# Vincent Young
Vincent D. Young (født 6. juni 1964) er en amerikansk skuespiller, som er bedst kendt for sin rolle som Noah Hunter i tv-serien Beverly Hills 90210 fra 1997 til 2000. 
Young har også haft gæsteroller i følgende tv-serier CSI: New York, Navy NCIS og JAG.

## Trivia
- Han kan godt lide at male oliemalerier i sin fritid.
- Efter at han fik rollen i Beverly Hills, forventede han hele tiden at nogen vil ringe til ham og sige, at han var med i "skjult kamera".
- Er 1.83 m høj.
- Han elsker at rejse. Han boede et halvt år i Paris i midten af 1990'erne.
- Han delte engang en 1-værelseslejlighed med 2 andre arbejdsløse skuespillere. Hver aften skulle de skiftedes til at sove i sengen, på sofaen og på gulvet.

## Filmografi
| År        | Titel                                           | Rolle          | Bemærkninger                          |
| --------- | ----------------------------------------------- | -------------- | ------------------------------------- |
| 1995      | A Modern Affair                                 | Tony           |                                       |
| 1996      | Pacific Blue                                    | Sam            | Episoden: Outlaw Extreme              |
| 1997-2000 | Beverly Hills 90210                             | Noah Hunter    | 84 episoder                           |
| 2004      | JAG                                             | Vince Dolan    | Episoden: There Goes the Neighborhood |
| 2004      | Knuckle Sandwich                                | Raoul          |                                       |
| 2006      | CSI: NY                                         | Stewart DeCaro | Episoden: Necrophilia Americana       |
| 2006      | Navy NCIS: Naval Criminal Investigative Service | Mikel Mawher   | Episoden: Bloodbath                   |